# Paolo Audino
Paolo Audino (Tripoli, 3 novembre 1965) è un cantautore e paroliere italiano.

## Biografia

### Gli anni '80
Paolo Audino muove i primi passi partecipando alla rassegna del Folkstudio Giovani nella seconda metà degli anni ottanta.

### Gli anni '90
Nei primi anni novanta, si esibisce alla chitarra nei cabaret della capitale, componendo canzoni e scrivendo monologhi e testi anche per altri artisti. Frequenta inoltre il CET di Mogol.
Nel 1994 scrive Un graffio nell'anima per Luca Bergamini, con cui vincerà il Primo Festival degli Autori di Sanremo.
Nel 1995, con Onda Controvento partecipa e vince, su una rosa di quattromila concorrenti, il concorso del "Cercautore", legato all'album Le cose da salvare di Luca Barbarossa, che inciderà la canzone con il suo testo.
Nel 1996 negli studi della BMG a Roma, conosce il compositore Stefano Cenci con il quale stringerà un sodalizio musicale che li vedrà scrivere canzoni del calibro di Brivido Felino pubblicata nell'album Mina Celentano (1998). (Dischi di platino Europa: 1 - vendite: 1 000 000+; dischi di diamante Italia: 2 - vendite: 1 900 000+).
Nel 1998 inizia anche la collaborazione con Amedeo Minghi, per i testi dell'album Decenni (quattro dischi d'oro).
Tale collaborazione continuerà nel 1999 per il brano Gerusalemme, pubblicato nella doppia raccolta Minghi Studio Collection di Amedeo Minghi e nel corso degli anni a venire.

### Gli anni 2000
Nel 2000 collabora ai testi dell'album Anita di Amedeo Minghi.
Nel 2002 su invito del compositore Gianni Ferretti, scrive il testo di Alba Rosa per il suo album dal titolo John John. Sempre del 2002 è L'Altra Faccia Della Luna  il lavoro di Amedeo Minghi, con il quale rinnova la collaborazione ai testi. L'album sarà ripubblicato, lo stesso anno, con l'aggiunta del brano Sarà una canzone per la partecipazione del cantautore al Festival di Sanremo.
Nel 2004 sempre con Gianni Ferretti collabora per il brano Io sono il bambino, contenuto nel cd strumentale Chapter two.
Per Andrea Bocelli, su musica di Amedeo Minghi scrive Per noi, canzone contenuta nel cd pop dal titolo Andrea (l'album ha raggiunto il 1º posto nella classifica olandese, rimanendo in classifica per 33 settimane e 2,5 milioni di copie sono state vendute in tutto il mondo, delle quali più di un milione negli Stati Uniti).
Nel 2006, esce la raccolta Mina Platinum Collection volume 2 in cui viene ripubblicata Brivido felino. Collabora alla stesura del libro L'ascolteranno gli americani - La vita mia (premio Il Molinello), autobiografia di Amedeo Minghi, che per celebrare i suoi 40 anni di carriera pubblica anche la raccolta The Platinum Collection contenente l'inedito Ed altre storie. Sempre insieme scrivono Natale è qui.
Nel 2007 Brivido felino viene tradotto in lingua spagnola, Corazon felino, ed inciso nell'album Todavía di Mina per il mercato latino in duetto con Diego Torres, noto cantante argentino (il brano stazionerà nelle vette della hit parade italiana e spagnola diventando disco di platino).
Nel 2008, esce il cd live di Amedeo Minghi dal titolo 40 anni di me con voi contenente due inediti che portano la firma di Audino: Distanti insieme e Mi piace sorprenderti. Con Jacopo Troiani, cantante classificatosi al terzo posto della sezione giovani del festival di Sanremo, collabora alla scrittura della canzone La tua America, pubblicata nell'album Ho bisogno di sentirmi dire ti voglio bene prodotto da Stefano Cenci.
Nel 2009 sempre con Stefano Cenci, è autore e co-produttore del cd di Paky Maione Io sarò lì con te e scrivono Ali di vento per la fiction Piper in onda su Canale 5. Lo stesso anno esce il DVD e triplo cd L'ascolteranno gli Americani di Amedeo Minghi, dove si trovano 14 testi di Audino. Sempre nel 2009 il cd Caro papà Natale… 2 che contiene il brano Natale è qui, con oltre 40 000 copie (distribuzione Edel), si aggiudica il disco d'oro. Tra il 2009 e il 2010, collabora alla direzione artistica e alla scrittura dei monologhi del recital Di canzone in canzone di Amedeo Minghi: si tratta di sei spettacoli ogni volta diversi, messi in scena al Teatro Ghione di Roma.

### Dal 2010
Nel 2010 il brano dal titolo Pensiero di pace, viene pubblicato nel cd Caro Papà Natale… 3.
A luglio del 2011 esce il cd For you I wish, prodotto in occasione delle nozze tra il Principe Alberto II di Monaco e Miss Charlene Wittstock, che comprende canzoni d'amore scritte appositamente per celebrare questo evento; tra queste c'è anche Ti amerò per sempre, firmata da Francesco Barbato e Audino.
Sempre nello stesso anno, esce in otto volumi il cd Di canzone in canzone che raccoglie l'esperienza dello spettacolo di Amedeo Minghi al Teatro Ghione di Roma.
Partecipa inoltre alla 54ª edizione dello Zecchino d'Oro con la canzone Il gatto mascherato, scritta con Amedeo Minghi, che si classifica al secondo posto.
Il 2011 si chiude con le repliche al Teatro Ghione del recital di Amedeo Minghi Di canzone in canzone Audino collabora sempre alla direzione artistica e ai monologhi, con numerosi ospiti tra i quali Paky Maione e il piccolo interprete de Il Gatto Mascherato, Filippo Zilio, fino al sold-out in aprile 2012.
Il 30 ottobre 2012 esce Vivi e vedrai il nuovo singolo di Amedeo Minghi con il quale scrivono il testo.
Suo è inoltre il testo di Nuove prospettive, singolo di Cristian Imparato, vincitore di Io canto, uscito negli store digitali il 10 novembre.
Collabora anche alla stesura del 18º capitolo del libro Scrivere una canzone di Giuseppe Anastasi e Alfredo Rapetti Mogol (Cheope) analizzando i brani Imagine di John Lennon e Io vorrei... non vorrei... ma se vuoi di Battisti - Mogol.
Il 26 aprile 2013, a Sulmona, è stato presentato il concerto-opera I cercatori di Dio con la regia di Federico Moccia, musiche di Amedeo Minghi e alcuni testi di Audino. Tale spettacolo, la cui produzione è affidata a Gioacchino Rispoli, vanta il patrocinio del Vaticano. Sul palco salirà lo stesso Minghi accompagnato dall'orchestra I ricordi del cuore e il soprano Fabiola Trivella. Il 22 ottobre 2013 è uscito il primo album di Cristian Imparato, contenente diversi brani scritti da Audino.
Nel gennaio 2014, debutta lo spettacolo Nuda e Cruda di Anna Mazzamauro, con musiche e canzoni di Amedeo Minghi, scritte anche in collaborazione con Audino.
Il 14 ottobre 2014 esce l'album di Amedeo Minghi Suoni tra ieri e domani, un libro con CD realizzato da Terre Sommerse, che contiene Per noi e l'inedito Io non ti lascerò mai.
Il 10 luglio 2015 esce Andrea Bocelli - The complete pop albums box set vinile in edizione limitata: contiene il cd Andrea in versione rimasterizzata che include il brano Per noi.
Il 27 novembre 2015 esce Di canzone in canzone, live collection box con 6 cd live contenente 89 brani di Amedeo Minghi, registrati in occasione dei suoi concerti sold out al Teatro Ghione di Roma. Nel cofanetto, diverse le canzoni scritte con Paolo Audino (Distanti insieme, Tu chi sei, Per noi e altre ancora).
A giugno del 2015 consegue il diploma in chitarra acustica con 30/30esimi, alla prestigiosa Accademia di Musica Lizard, del M° Giovanni Unterberger.
Il 2016 lo vede impegnato nel progetto Non “spegnere” la musica, rispetta il diritto d'autore - educazione alla legalità. Una serie di convegni e workshop, con la presentazione della prima parte di un'opera a carattere didattico disegnata e musicata da Paolo Audino, nata da un'idea dell'avv. Maria Grazia Maxia e dell'avv. Antonella Rizzi, testo di Luciana Rizzi, voce narrante di Patrick Facciolo,  che si propone di educare i ragazzi alla legalità, in modo divertente attraverso delle vignette.
Il 14 ottobre 2016 esce "La bussola e il cuore”, il progetto discografico di Amedeo Minghi che celebra i suoi 50 anni di carriera: si tratta di un triplo CD con inediti, nuovi brani, grandi successi rivisitati e tante rarità. Diversi brani sono firmati con Paolo Audino.
Il 5 dicembre 2016 esce in tutte le edicole e in digital store "The best of Jalisse", che contiene Sei desiderio scritta con Fabio Ricci.
Per il Natale 2016, esce il cofanetto in 4 cd "Le 100 canzoni di Natale più belle di sempre": la track 9 del primo cd è "Natale è qui" (P. Audino-A. Minghi).
Il 28 dicembre 2016 esce "Solo per amore", cantata dal Frate Minore Cappuccino Massimo Poppiti e distribuita da Believe Digital per la Suono Libero Music, scritta da Paolo Audino e Nando Misuraca. I ricavati delle vendite del cd, andranno a un fondo che finanzia le Missioni nel Congo.
Il 5 gennaio 2017 esce sempre per la etichetta indipendente Suono Libero Music, "L'anno nuovo", cantata da Mario Peretta (protagonista di una delle ultime edizioni del format Rai "Ti lascio una canzone") e scritta ancora a quattro mani con Nando Misuraca. La canzone, distribuita su 240 store digitali da Believe Digital, si fa promotrice della sicurezza stradale, per uno dei temi affrontati nel testo.
Il 1 dicembre esce Tutte le migliori un cofanetto di Mina e Adriano Celentano, disponibile in cinque versioni, tra cui standard e deluxe, che racchiude tutti i duetti tra cui  Brivido Felino e le migliori canzoni delle due leggende italiane della musica leggera.
Il 13 aprile 2018 esce "È così che io vorrei", singolo d'esordio di Lorenza Mario scritto da Gerardo Duni, Paolo Audino e Mario Zannini Quirini che ne è anche il produttore, in rotazione radiofonica e in tutti gli store digitali (LEAD Records- distribuzione Pirames International).
Il 22 ottobre presso il museo Pan a Napoli, viene presentato " Anche quando non vuoi" (autori Paolo Audino, Nando Misuraca), brano scritto per il duo lirico Olga De Maio & Luca Lupoli, tenore e soprano artisti del Teatro San Carlo e rappresentanti dell’Associazione Culturale Noi per Napoli. Il progetto è stato realizzato con il patrocinio del Consiglio Regionale della Campania e con la collaborazione dell’Assessorato alla Cultura e al Turismo del Comune di Napoli.
Il 18 gennaio 2019 esce il secondo singolo di Lorenza Mario Non eri tu, scritto per il testo dalla stessa artista con Paolo Audino e per la musica composto da Paolo Audino, Mario Zannini Quirini e Gerry Duni. (LEAD Records- distribuzione Pirames International). 
Il 28 marzo 2019 esce il cd Strettamente personale, album che vede Paolo Audino interpretare alcune delle sue canzoni inedite, in collaborazione con Hammer Music Italia. Il primo singolo si intitola "Serenità".
Il 7 aprile 2019 viene pubblicato da Hammer Music Italia su YouTube, il video di "Madre nell'amore (Teresa)" di Paolo Audino e Padre Raf che interpreta anche questa canzone dedicata a Madre Teresa di Calcutta.
Il 23 luglio 2019 esce “Impreparato remix” con Manolo Dj, versione estiva del brano e secondo singolo estratto dall'album Strettamente personale, prodotto da Hammer Music Italia.
Il 16 ottobre esce in edicola il dvd "Il gatto super eroe" nella nuova collana "44 gatti", con protagonista il personaggio del gatto mascherato, creato da Paolo Audino e scritto in musica con Amedeo Minghi per il 54º Zecchino d'oro"; il cartone animato include il brano "Il segreto del gatto mascherato". 11 ottobre 2019: esce Tre per una, album musicale di Alfredo Golino, Danilo Rea e Massimo Moriconi in cui i tre performers omaggiano la grande Mina in jazz e includono tra i brani "Brivido felino".
Il 29 novembre 2019 esce il terzo singolo "L'angelo nero" estratto dall'album Strettamente personale.

### Dal 2020
Partecipa nel 2020 alla trasmissione televisiva Youstar, di cui scrive anche la sigla: la prima puntata va in onda il 13 ottobre su Odeon TV ch. 177 del digitale terrestre.
Nel 2021 per la Giornata nazionale del Gatto "Fusa Day", ideato dal Pet Carpet Festival, rassegna di cortometraggi dedicata esclusivamente al mondo animale, impegnata nel sottolineare il valore di quell’affinità antichissima che lo unisce a quello umano, partecipa al progetto per la realizzazione di una canzone con Manuel Aspidi. 
Partecipa alla trasmissione Sa(n)Remo a casa Jalisse, suonando la chitarra sul brano "Brivido felino", interpretato questa volta dai Jalisse. Il 19 marzo viene pubblicato sulle piattaforme digitali e sui digital store, il nuovo singolo "Pane", legato ad una campagna green con l'attore Enzo Salvi. 
Il 9 luglio, il nuovo singolo per l'estate dal titolo "Bionda Tinta", viene distribuito sulle piattaforme digitali e sui digital store legato a una campagna contro il body shaming: nel videoclip prende parte l'attrice Emanuela Petroni. Dopo aver partecipato in qualità di ospite al Pet Camper Tour, presenta la semifinale della quarta edizione del Pet Carpet Film Festival, rassegna cinematografica internazionale dedicata al mondo animale, negli studi intitolati a Federico Fellini di Cinecittà, coniando per sé e per il suo amico cantautore Stefano Borgia, il termine di "presentAutori". Partecipa alla trasmissione Youstar, in onda tra novembre e dicembre in prima serata su Odeon TV- Canale 177 dtt. Il 26 novembre esce MinaCelentano - The Complete Recordings, una raccolta di registrazioni in studio dei duetti di Mina e Adriano Celentano tra cui "Brivido felino". Il 23 dicembre Hammer Music Italia pubblica "L'Angelo nero", video editing della fotografa e videomaker Barbara Gallozzi. Da venerdì 17 dicembre è disponibile in rotazione radiofonica il nuovo singolo di Maurizio Martinelli " Dicembre e Valentina", testo di Paolo Audino.
Il 2022 si apre con la pubblicazione del brano "Niente è niente" (commercializzato sulle piattaforme digitali e sui digital store) scritto per il duo lirico del Teatro San Carlo di Napoli, Olga De Maio e Luca  Lupoli: Paolo Audino stavolta scrive al pianoforte pensando alle voci dei due artisti, fondendole in un contesto pop lirico.
A seguire, su tutte le piattaforme digitali viene pubblicato Non sparire, brano cantato in duetto con Rosalia Misseri, nota per essere la protagonista femminile originale del musical "Notre Dame de Paris" di Riccardo Cocciante e della "Tosca" di Lucio Dalla. 
Partecipa stavolta in qualità di giurato alla quinta edizione del Pet Carpet Film Festival, rassegna cinematografica internazionale dedicata al mondo animale, negli studi intitolati a Federico Fellini di Cinecittà.
Il singolo "Silenziosamente" viene messo in vendita su tutte le piattaforme digitali e sui digital store in ottobre e presentato insieme al video, durante la serata solidale della 3ª edizione de "All'ombra del giardino di Dany".
Nel 2023 viene inserito tra i "Cantautori e cantautrici del nuovo millennio. Il dizionario", volume di Michele Neri. Da marzo scrive e conduce la trasmissione radiofonica "Strettamente Personale - da Paolo a Chiara", in onda ogni sabato su Radio Italia anni '60 con Maria Chiara Sacchetti: ospiti in studio come suggerisce il titolo del programma, artisti per la maggior parte incontrati lungo il suo percorso musicale. Prosegue la collaborazione con Radio Italia anni '60, scrivendo e conducendo un altro programma, "Incontri Musicali", ospite d'onore la cantante lirica crossover Julia Burduli. 
Su invito di Michele Neri, autore e direttore della rivista Vinile scrive un pezzo sul cantautore Enzo Carella che verrà pubblicato in luglio. 
Esce in digitale a dicembre un nuovo album, una raccolta di provini e basi strumentali dal titolo "Unplugged & Work in progress (prova d'autore)" contenente 20 brani.
Gli viene assegnato il  Premio Stelvio Cipriani, II^ ed. Menzione Speciale all'autore musicale, presso il Teatro Ghione.
Nel 2024 viene pubblicato sul web "Estate perfetta" (testo P. Audino - musica F. Barbato) cantata da Andy Bellotti, imitatore trasformista e comico che ha partecipato a Tali e Quali e a Viva Rai 2. Dal sodalizio con il trasformista, nasce anche "La Befana", brano che vuol rendere omaggio a un personaggio della nostra memoria collettiva delle feste natalizie, un po’ bistrattato cui fa seguito un video, scritto e diretto da Audino e interpretato da Andy Bellotti e dall'attrice Antonella Zema, con quest'ultima per la regia di Barbara Gallozzi, danno vita alla social novela comica da un minuto di "Chicco & Sue Ellen", dove interpreta la parte di un notaio di Roma Nord, in contrasto con una sciampista di Roma Sud e realizza la sigla "Roma Nord Roma Sud". 
Nel 2025, la social novela "Chicco & Sue Ellen" viene messa in onda anche da Campania Felix Tv, diretta da Raffaele Carlino.

## Discografia italiana

### Singoli
- 1997:
  - Folle sentimento/Loco sentimiento di Le MajaLine. Cantano Morena Rosini e Alessandro Greco.
- 1998:
  - Brivido felino di Mina Celentano, pubblicato in versione promozionale.
  - Amarsi è di Amedeo Minghi, pubblicato in versione promozionale.
  - È questo il vivere di Amedeo Minghi, pubblicato in versione promozionale.
- 1999:
  - Intorno a questa vita/Un viaggio in noi di Nadja.
  - Gerusalemme di Amedeo Minghi, pubblicato in versione promozionale.
- 2000:
  - Gerusalemme, cd singolo promozionale di Amedeo Minghi in allegato ala rivista del gruppo bancario Bipielle.
  - Chiuso per ferie, cd singolo di Stefano Borgia.
  - Così sei tu, cd singolo di Amedeo Minghi, pubblicato in versione promozionale.
  - Piccola spina, cd singolo di Amedeo Minghi, pubblicato in versione promozionale.
  - La notte più lunga del mondo, cd singolo di Amedeo Minghi, pubblicato in versione promozionale.
  - Certe cose, cd singolo di Amedeo Minghi, pubblicato in versione promozionale.
- 2001:
  - Angeli, cd singolo di Gerry (Gerry Duni) contenente l'omonimo brano in tre versioni.
- 2002:
  - L'altra faccia della luna, cd singolo di Amedeo Minghi, pubblicato in versione promozionale.
  - Io e te, cd singolo di Amedeo Minghi, pubblicato in versione promozionale.
- 2003:
  - Sarà una canzone, cd singolo di Amedeo Minghi, contiene il brano "L'altra faccia della luna".
- 2004:
  - 6 desiderio cd singolo dei Jalisse.
  - L'amore non si può fermare mai, dei Punto It, pubblicato su cd insieme al singolo Troppo soli.
- 2006:
  - Ed altre storie, cd singolo di Amedeo Minghi, pubblicato in versione promozionale.
- 2007:
  - Corazon felino Mina e Diego Torres, pubblicato in versione promozionale.
  - Natale è qui di Amedeo Minghi, pubblicato in versione promozionale con folder.
- 2011:
  - Non mi basta mai di Gerry Duni, 9º posto al concorso internazionale di Talenthouse (testo e musica di Paolo Audino).
- 2012:
  - Vivi e vedrai, cd singolo di Amedeo Minghi, pubblicato anche in digital store.
  - Nuove prospettive, singolo di Cristian Imparato pubblicato in digital store.
- 2016:
  - Solo per amore fr. Massimo Poppiti, pubblicato in digital store.
- 2017:
  - L'anno nuovo, singolo di Mario Perretta, pubblicato in digital store.
- 2018:
  - È così che io vorrei, singolo di Lorenza Mario, pubblicato in digital store.
  - Anche quando non vuoi, singolo di Olga De Maio & Luca Lupoli, pubblicato in digital store.
- 2019:
  - Non eri tu, singolo di Lorenza Mario, pubblicato in digital store.
  - Non mi basta mai, singolo di Gerry Duni, pubblicato in digital store.
  - Bisogno d'amore, singolo di Niky, pubblicato in digital store.
  - Serenità, singolo di Paolo Audino, pubblicato in digital store.
  - Impreparato remix, singolo di Paolo Audino-Manolo Dj, pubblicato in digital store.
  - L'angelo nero, singolo di Paolo Audino, pubblicato in digital store.
- 2021:
  - Pane, singolo di Paolo Audino, pubblicato in digital store.
  - Bionda Tinta, singolo di Paolo Audino pubblicato in digital store.
  - Dicembre e Valentina, singolo di Maurizio Martinelli pubblicato in digital store.
- 2022:
  - Niente è niente, singolo di Luca Lupoli feat. Olga De Maio, pubblicato in digital store.
  - Non sparire, singolo di Paolo Audino e Rosalia Misseri, pubblicato in digital store.
  - Silenziosamente, singolo di Paolo Audino, pubblicato in digital store.
- 2024:
  - Estate Perfetta, singolo di Andy Bellotti, pubblicato in digitale.
  - La Befana, singolo di Andy Bellotti, pubblicato in digitale.

### Album
- 1994:
  - Luca Bergamini e la sua orchestra di Luca Bergamini; contiene il brano Un graffio nell'anima.
- 1995:
  -  Le cose da salvare (ed. mini-cd) di Luca Barbarossa; contiene il brano Onda controvento
- 1998:
  - Mina Celentano di Mina e Adriano Celentano; contiene il brano Brivido felino.
  - Mina Celentano di Mina e Adriano Celentano, ristampato in versione natalizia; contiene il brano Brivido felino.
  - Decenni di Amedeo Minghi; contiene i brani Teledipendenti indifferenti, Tu chi sei, Di giorno in giorno, Amarsi è, S.O.S. (sulle piste), L'incanto dei nostri vent'anni, È questo il vivere, Canzone mia.
- 2000:
  - Anita di Amedeo Minghi; contiene i brani Così sei tu, Il vero amore, Distratta poesia, Piccola spina, La notte più lunga del mondo, Una idea, Certe cose, Anita, Cercatori d'oro.
- 2002:
  - John John di Gianni Ferretti; contiene il brano Alba rosa.
  - L'altra faccia della luna di Amedeo Minghi; contiene i brani L'altra faccia della luna, Storia di un uomo solo, Io e te, Pensiero di pace, Bella stella (la scia), Com'eravamo negli anni fa.
- 2004:
  - Chapter two di Gianni Ferretti; contiene il brano io sono il bambino.
  - Andrea di Andrea Bocelli; contiene il brano Per noi.
- 2007:
  - Kilometri di vita di Tony Nevoso; contiene il brano Sentieri dell'anima.
  - Natale è qui brano di Amedeo Minghi nato come suoneria per telefonia mobile.
- 2008:
  - 40 anni di me con voi di Amedeo Minghi; contiene i brani "Distanti insieme" e Mi piace sorprenderti.
- 2009:
  - Ho bisogno di sentirmi dire ti voglio bene di Jacopo Troiani; contiene il brano La tua America.
  - Back to Piper di  Sole & I Demoni (archiviato dall'url originale il 5 agosto 2013); contiene il brano Ali di vento.
  - Io sarò lì con te di Pasqualino Maione, meglio noto come Paky Maione; contiene i brani Pensieri diversi, Vera come sei, Cosa provi davvero, Dare non pretendere, Per esistere.
- 2011:
  - For you I wish di aa. vv.; contiene il brano Ti amerò per sempre interpretato da Franco Barbato.
- 2012:
  - Anita Garibaldi musiche di Amedeo Minghi; doppio cd: soundtrack fiction RaiUno e cd studio Anita.
- 2013:
  - Cristian Imparato[5]; contiene Nuove prospettive, Cercando te, Stella.
- 2016:
  - “La bussola e il cuore” di Amedeo Minghi; contiene "In una notte", "Gente sul confine", "Vero più del vero", "Siamo questa musica", "E viene il giorno", "Non abbiate paura", "Cantico delle creature", "Le beatitudini", "Io non ti lascerò mai".
- 2019:
  - Strettamente personale di Paolo Audino; contiene "Serenità", "I viali di ottobre", "Impreparato", "Sopravvivo", "Ognuno ha il suo colore" (feat. Basilivan), "L'angelo nero", "Le tue scarpe nuove", "Sopravvivo" (instrumental).
  - 44 Gatti Serie TV di Piccolo Coro Mariele Ventre Dell'Antoniano; contiene: "Il segreto del gatto mascherato".

### Compilation
- 1993:
  - album Sanscemo '93; contiene il brano Catarrap, interpretato da Benedetto Caputo (testo e musica di Paolo Audino).
- 1999:
  - Minghi Studio Collection di Amedeo Minghi; contiene l'inedito Gerusalemme oltre vari brani scritti in collaborazione con Audino.
- 2005:
  - album e DVD San Remo in Kremlin; contiene Così sei tu cantata in duetto italo-russo da Amedeo Minghi e Diana Gurzkaya e titolata per l'occasione Takoy Kak Ty.
- 2006:
  - The Platinum Collection di Mina; contiene Brivido felino.
  - The Platinum Collection di Amedeo Minghi; contiene l'inedito Ed altre storie oltre vari brani scritti in collaborazione con Audino.
- 2007:
  - il brano Natale è qui viene inserito nella compilation natalizia "Canti e melodie di Natale".
- 2009:
  - L'ascolteranno gli americani di Amedeo Minghi; contiene vari brani scritti in collaborazione con Audino pubblicati nel cofanetto in questione su supporto DVD, cd studio e cd live.
  - album Caro Papà Natale... 2; contiene il brano Natale è qui di Amedeo Minghi.
  - in prossimità delle feste natalizie il brano Natale è qui viene ripubblicato nella compilation Bianco Natale in vendita presso i maggiori Uffici Postali di tutta Italia.
- 2010:
  - album Caro Papà Natale... 3; contiene il brano Pensiero di pace di Amedeo Minghi.
  - album Buon Natale bambini!; contiene Natale è qui di Amedeo Minghi.
- 2011:
  - Un uomo venuto da lontano; concerto live del 22 maggio 2003 all'Auditorium Parco della Musica di Roma dedicato a Giovanni Paolo II + video.
  - Il meglio di Amedeo Minghi di Amedeo Minghi; contiene vari brani scritti in collaborazione con Paolo Audino.
  - album Di canzone in canzone voll. 1-8 di Amedeo Minghi; contiene brani vari.
  - album 54º Zecchino d'Oro di Artisti Vari; contiene il brano Il gatto mascherato interpretato da Filippo Zilio.
- 2014:
  -  Mina - Gli Originali (archiviato dall'url originale il 27 maggio 2015) (Natale 2014 Gift Pack); contiene una raccolta di 50 brani per ripercorrere l'immensa carriera di Mina in un viaggio artistico che comprende anche Corazón felino.
- 2015: 
  - cofanetto Di canzone in canzone; 6 CD live collection contenenti 89 brani di Amedeo Minghi, registrati tra il 2009 e il 2010 al Teatro Ghione di Roma; contiene vari brani scritti in collaborazione con Paolo Audino.
- 2016:
  -  Le 100 canzoni di Natale più belle di sempre; contiene Natale è qui (P. Audino-A. Minghi).
  - A song for children di Artisti vari; contiene due brani di cui è autore e compositore insieme ad altri: L'ape aviatore, Tina la postina.
  - The best of Jalisse; contiene  Sei desiderio.
- 2017:
  - Tutte le migliori Mina Celentano; contiene Brivido felino (P. Audino- S. Cenci).
- 2019:
  - Dvd 4 collana "44 gatti": Il gatto super eroe; contiene il cartoon e la canzone Il segreto del gatto mascherato (P. Audino - A. Minghi).
  -  Tre per una; contiene Brivido felino (P. Audino- S. Cenci).
- 2021:
  - Minacelentano The Complete Recordings: dopo 25 anni di collaborazione tra Mina e Adriano Celentano, Sony Music (CLAN Celentano Srl / PDU Music&Production SA) pubblica una raccolta che riassume tutto il percorso dei due artisti e contiene anche "Brivido felino"  (P. Audino- S. Cenci).
- 2023:
  -  Unplugged & Work in progress (prova d'autore) tutti i brani scritti e eseguiti da P. Audino; tracklist: Scivolando Resistendo, Niente è Niente, Musica Futura, La vita amica, Il mare della solitudine, Dove sorge il sole, Non sparire, Bisogno d'amore (Instrumental), I viali di ottobre (Instrumental), Aria nuova, Ricordati di splendere, Senza far rumore, Leggimi negli occhi, Tana Tana, Respiro Te, Per Amore, Io canto soul, Le tue scarpe nuove (Instrumental), Imperatore di Corfù.

### Ripubblicazioni
- 2006: L'aereo della musica di Luca Bergamini; contiene il brano Un graffio nell'anima pubblicato in origine nel 1994.
- 2008: 40 anni di me con voi di Amedeo Minghi; contiene il brano Gerusalemme cantato dal vivo in duetto con Orit Gabriel e Akeem Abu Jaleela. L'album è stato ristampato e ridistribuito nel gennaio 2009.

### Videoclip
Dei brani di cui Paolo Audino è autore o coautore sono stati realizzati anche i videoclip di:
- 1999:
  - Gerusalemme di Amedeo Minghi, girato in Terra Santa.
- 2000:
  - Così sei tu di Amedeo Minghi.
- 2002:
  - L'altra faccia della luna di Amedeo Minghi.
- 2004:
  - Per noi contenuta nel dvd Tribute on Ice di Andrea Bocelli.
- 2011:
  - doppio DVD Di canzone in canzone di Amedeo Minghi; contiene diversi brani scritti in collaborazione con Paolo Audino.
- 2012:
  - I cartoni dello Zecchino d'oro vol.9 - Radio criceto 33: contiene il cartoon de "Il gatto mascherato".
  - Vivi e vedrai di Amedeo Minghi.
  - Nuove prospettive di Cristian Imparato.
- 2014:
  - Stella di Cristian Imparato.
- 2018:
  - È così che io vorrei di Lorenza Mario.
  - Anche quando non vuoi di Olga De Maio & Luca Lupoli.
- 2019:
  - Non eri tu di Lorenza Mario.
  - Madre nell'amore (Teresa) di Padre Raf.
  - Serenità di Paolo Audino.
- 2021:
  - Pane di Paolo Audino - feat. Enzo Salvi.
  - Bionda tinta di Paolo Audino - starring: Emanuela Petroni.
- 2022:
  - Silenziosamente di Paolo Audino - videoediting: Barbara Gallozzi.
- 2024:
  - Estate perfetta di Paolo Audino - Francecso Barbato - videomaker: Gianni Pannacci.
  - La Befana di Paolo Audino - ideazione e regia: Paolo Audino - riprese video: Giancarlo Fiori - post produzione: Max Minoia presso Biscuit Studio.

## Discografia estera

### Album
- 1998: Decenios di Amedeo Minghi; contiene i brani contenuti nel corrispettivo italiano "Decenni" adattati in lingua spagnola.
- 2007: Todavía di Mina; contiene il brano "Corazon felino" cantato in duetto con Diego Torres.

### Singoli
- 2007: Corazon felino di Mina e Diego Torres.